# 山田ジェームス武
山田 ジェームス 武（やまだ ジェームス たけし、1990年5月7日 - ）は、日本の男性ファッションモデル、俳優、デザイナーである。
両親が共にハーフ（父親が日本とスペイン、母親がフィリピンと中国のハーフ）であり、本人は日本、スペイン、フィリピン、中国の4カ国ミックスクウォーター。ネクストサティスファクションに所属していたが、2019年3月31日に退所。現在は、フリーで活動中。

## 人物・来歴
趣味はスノーボード・ゲーム、特技はバスケットボール（千葉県強化選抜選手・関東大会出場）。尊敬する俳優に窪塚洋介を挙げている。
ギャル男系ストリートファッション誌『ウルフアッシュ』、にてモデルデビュー。メンズエッグモデル「たけぞー」で一躍人気モデルに。10代の男女から圧倒的な支持を得る。
2012年3月、5人からなる音楽ユニット「angry cats」を結成（自身はボーカル・ギターを担当）、CDデビューも果たす。
2013年11月、映画『新大久保物語』で俳優デビュー。

## 出演

### 雑誌
- Men's egg（大洋図書）
- Samurai magazine（インフォレスト）
- Samurai ELO（三栄書房）
- Ollie（三栄書房）
- egg（大洋図書）
- Ranzuki（ぶんか社）

### ファッションショー
- TGC in NAGOYA（2011・2013年）
- 東京ボーイズコレクション（2014年）
- Girs Award（2014年）
- 関西コレクション（2015年）
- 渋原コレクション （2015年）

### 映画
- 新大久保物語（2013年11月）
- L♡DK（2013年）
- TOKYO TRIBE（2014年）
- カバディーン!!!!!!!～怒黒高校篇～（2014年10月） - 桐生 役
- BAR神風〜誤魔化しドライブ〜（2015年4月） - 土屋卓也 役
- 優しさと泪と（2015年4月） - 主人公の親友 役
- セブンデイズ　MONDAY→THURSDAY（2015年6月） - 主演 篠弓弦 役 ※廣瀬智紀とのW主演
- セブンデイズ　FRIDAY→SUNDAY（2015年7月） - 主演 篠弓弦 役
- 野良犬はダンスを踊る（2015年10月） - 森川恭司 役
- 下衆の愛（2016年4月）
- 夜、逃げる（2016年8月） - 萌乃の元カレ 加藤 役[2]
- Messiah メサイア 外伝 -極夜 Polar night-（2017年6月） - サリュート 役
- Messiah メサイア -幻夜乃刻-（2018年11月17日） - サリュート 役
- 探偵は、今夜も憂鬱な夢を見る。2(2019年10月)    - 夢野 役

### テレビドラマ
- 夜のせんせい 第6話（2014年2月21日、TBS系） - ホスト 役
- 地獄先生ぬ〜べ〜（2014年10月11日 - 12月13日、日本テレビ） - 黒木雄一郎 役[3]
- THE LAST COP/ラストコップ 第1話・5話（2015年6月19日、日本テレビ） - 若者グループの一人 役
- 月曜ゴールデン「遺品整理人　谷崎藍子5～遺体なき殺人～」（2015年7月27日、MBS・TBS） - 巡査 役
- デリバリーお姉さん（2016年1月2日、tvk） - ケンイチ 役
- サクラ咲く（2016年3月、NOTTV） - 生田リュウ 役

### 舞台
- 朗読劇 しっぽのなかまたち 3（2013年11月19日 - 12月1日、天王洲 銀河劇場）「小雪と小春と小太郎と」 - 小雪 役/「犬の卒業」 - ロケット 役
- あなたに贈るキス２（2014年7月9日 - 13日、俳優座劇場） - 高校生 役
- 第九回 □字ック本公演 舞台 「鳥取イヴサンローラン 」（2015年9月26日 - 10月11日、シアター711） - 岡谷 役
- 舞台「黒子のバスケ」 - 高尾和成 役　
  - 舞台「黒子のバスケ」THE ENCOUNTER（2016年4月8日 - 24日、サンシャイン劇場）
  - 舞台「黒子のバスケ」OVER-DRIVE（2017年6月22日 - 7月9日、AiiA 2.5 Theater Tokyo / 7月13日 - 17日、森ノ宮ピロティホール）
  - 舞台「黒子のバスケ」IGNITE-ZONE（2018年4月6日 - 22日、サンシャイン劇場 / 5月1日 - 6日、森ノ宮ピロティホール / 5月11日 - 13日、日本青年館ホール）
  - 舞台「黒子のバスケ」ULTIMATE-BLAZE（2019年4月30日・5月1日、COOL JAPAN PARK OSAKA TTホール / 5月4日・5日、刈谷市総合文化センター 大ホール / 5月7日 - 13日、日本青年館ホール / 5月18日・19日福岡市民会館大ホール）
- 黒蝶のサイケデリカ THE STAGE（2016年8月3日 - 7日、紀伊國屋ホール） - 主演 緋影 役
- 舞台「アヒルと鴨のコインロッカー」（2016年9月14日 - 19日、中野ザ・ポケット） - 河崎 役
- 第０回 りんかねファンMTG 舞台 「輪華ネーション～はじまりの章～」（2016年9月30日、池袋サンシャインシティ） - 主演 吉田松陰 役
- ミュージカル「ヘタリア」 - スペイン 役
  - ミュージカル「ヘタリア〜The Great World〜｣（2016年11月10日 - 20日、シアター1010 / 11月25日 - 27日、森ノ宮ピロティホール）
  - ミュージカル「ヘタリア」FINAL LIVE 〜A World in the Universe〜（2018年3月21日、フェスティバルホール）※別日程の東京公演では映像出演のみ
  - ミュージカル「ヘタリア〜The world is wonderful〜」（2021年12月16日 - 19日、COOL JAPAN PARK OSAKA WWホール / 12月23日 - 31日、品川プリンスホテル ステラボール）
  - ミュージカル「ヘタリア〜The Fantastic World～」（2023年4月7日 - 10日、東大阪市文化創造館 Dream House 大ホール / 4月15日 - 23日、日本青年館ホール）
- 空想組曲「遭遇」（2016年12月9日、サンモールスタジオ）「ランナー」 - 日替わりゲスト
- Dance with Devils 〜D.C〜（2016年12月21日 - 27日、AiiA 2.5 Theater Tokyo） - ホランド 役
- Messiah メサイア - サリュート 役
  - Messiah メサイア -暁乃刻-（2017年2月、サンシャイン劇場 / 森ノ宮ピロティホール）
  - Messiah メサイア -悠久乃刻-（2017年8月31日 - 9月10日、天王洲 銀河劇場 / 9月22日 - 24日、サンケイホールブリーゼ） - サリュート 役
  - Messiah メサイア トワイライト -黄昏の荒野-（2019年2月7日 - 17日、サンシャイン劇場 / 3月1日・2日、メルパルクホール） - 主演 サリュート 役
- 薄桜鬼SSL 〜sweet school life〜 THE STAGE ROOT 斎藤一（2017年4月21日 - 30日、シアターサンモール） - 土方歳三 役
- ユーミン×帝劇 vol.3 朝陽の中で微笑んで（2017年11月27日 - 12月20日、帝国劇場） - 木戸刑事 役
- 密やかな結晶（2018年2月2日 - 25日、東京芸術劇場 / 3月3日・4日、富山県民会館ホール / 3月8日 - 11日、新歌舞伎座 / 3月17日・18日、久留米シティプラザ ザ・グランドホール） - 秘密警察 役
- エンジェルボール（2018年7月6日 - 16日、サンシャイン劇場 / 7月20日 - 22日、京都劇場 / 7月25日、広島アステールプラザ） -  達原竜太郎、リポーター、八嶋航 役
- リーディングドラマ シスター（2018年8月29日 博品館劇場）
- RE:VOLVERシリーズ - 玄汰 役
  - RE:VOLVER（2018年10月18日 - 22日、シアター1010）
  - RE:CLAIM（2020年4月23日 - 29日、あうるすぽっと / 5月2日・3日、COOL JAPAN PARK OSAKA TTホール） - 主演（櫻井圭登とW主演） ※公演中止
- 体内活劇「はたらく細胞」（2018年11月16日 - 25日、シアター1010）- 一般細胞[4]
- 家庭教師ヒットマンREBORN! the STAGE - ディーノ 役
  - -vs VARIA part I-（2019年6月14日 - 23日、シアター1010 / 6月27日 - 30日、柏原市民文化会館 リビエールホール）[5]
  - -vs VARIA part II-（2020年1月6日 - 13日、天王洲 銀河劇場 / 1月17日 - 19日、梅田芸術劇場 シアター・ドラマシティ）
  - -隠し弾（SECRET BULLET）-（2020年11月7日 - 15日、天王洲 銀河劇場 / 11月19日 - 22日、京都劇場） - 主演
  - -episode of FUTURE- 後編（2021年7月27日28日 - 8月1日、天王洲 銀河劇場 / 8月13日 - 15日、サンケイホールブリーゼ）[6] ※東京7月27日公演と大阪公演中止
- SCHOOL STAGE『ここはグリーン・ウッド』（2019年7月19日 - 28日、天王洲 銀河劇場） - 蓮川一弘 役[7]
- アルスラーン戦記（2019年9月5日 - 8日、COOL JAPAN PARK OSAKA TTホール / 9月11日 - 16日、シアター1010） - ギーヴ 役
- 体内活劇『はたらく細胞2』（2019年9月27日 - 10月16日、シアター1010） - がん細胞 役
- 暁のヨナ～烽火の祈り編～（2019年11月16日 - 23日、EXシアター六本木） - キョウガ 役
- Otona Project 第二十八弾 演劇ユニット【爆走おとな小学生】第十三回全校集会『勇者セイヤンの物語（真）』（2019年12月4日 - 12月8日、全労済ホール スペース・ゼロ） - 勇者ユウシャン 役（東京公演のみ出演）
- カレイドスコープ-私を殺した人は無罪のまま- （2020年2月20日 - 3月1日、新宿FACE - 影山雄太 役
- ミュージカル「DREAM!ing」  - 花房柳 役
  - ミュージカル「DREAM!ing」（2020年12月24日 - 27日、IMPホール / 2021年1月8日 - 17日、大手町三井ホール）[8]
  - ミュージカル「DREAM!ing～Rainy Days～」（2022年7月8日 - 18日、品川プリンスホテル ステラボール）[9]
  - ミュージカル「DREAM!ing〜After Party〜」（2025年8月9日、ニッショーホール）[10]
- 舞台『魔法使いの約束』 - シャイロック 役
  - 舞台『魔法使いの約束』第1章（2021年5月14日 - 30日、天王洲 銀河劇場）[11]
  - 舞台『魔法使いの約束』第2章（2021年11月5日 - 21日、天王洲 銀河劇場）[12]
  - 舞台『魔法使いの約束』第3章（2022年4月29日 - 5月8日、天王洲 銀河劇場 / 5月13日 - 15日、アイプラザ豊橋 / 5月20日 - 22日、京都劇場）[13]
  - 舞台『魔法使いの約束』祝祭シリーズ Part1（2023年2月17日 - 3月5日、天王洲 銀河劇場）[14]
  - 舞台『魔法使いの約束』エチュードシリーズ Part2（2024年11月30日 - 12月8日、天王洲 銀河劇場 / 12月14日 - 22日、SkyシアターMBS）[15]
  - 舞台『魔法使いの約束』きみに花を、空に魔法を 前編（2025年9月6日 - 23日〈予定〉、天王洲 銀河劇場 / 9月28日 - 10月5日〈予定〉、箕面市立文化芸能劇場 大ホール）[16][17]
  - 舞台『魔法使いの約束』きみに花を、空に魔法を 後編（2026年）[16]
- おねがいっパトロンさま！ The Stage（2021年9月15日 - 20日、草月ホール） - 主演 猫屋敷良夜 役[18]（杉江大志とW主演[19]）
- 怪盗探偵 山猫 the Stage ～船上の狂想曲～（2022年1月20日 - 30日、大手町三井ホール）-海月 役[20]
- 舞台「SHAPE」（2022年6月15日 - 20日、新宿シアターモリエール） - 山下崇 役[21]
- 舞台「炎炎ノ消防隊-地下からの奪還-」（2022年9月17日 - 25日、サンシャイン劇場 / 9月29日 - 10月2日、京都劇場）- アサルト 役[22]
- 舞台「COLOR CROW-神緑之翼-」（2022年10月20日 - 25日、紀伊國屋サザンシアター TAKASHIMAYA）-周小虎-ｺｰﾄﾞﾈｰﾑ-笑虎 役[23]
- 舞台「風が強く吹いている」（2023年1月18日 - 22日、シアター1010） - 藤岡一真 役
- 「マッシュル-MASHLE-」THE STAGE（2023年7月4日 - 11日、東京国際フォーラム ホールC / 7月15日 - 17日、AiiA 2.5 Theater Kobe） - ドット・バレット 役[24]
  - 「マッシュル-MASHLE-」THE STAGE 2.5（2024年8月2日 - 12日、天王洲 銀河劇場 / 8月17日 - 19日、AiiA 2.5 Theater Kobe）[25][26]
- 方南ぐみ企画公演「あたっくNO.1」（2023年9月22日 - 10月1日、俳優座劇場） - 大滝鉄男 役[27]
- 舞台「4月1日」（2024年10月5日 - 13日、浅草九劇）[28]
- 白虎隊 ザ・アイドル（2023年11月29日 - 12月3日、シアターサンモール）[29]
- 幻想水滸伝-門の紋章戦争篇-（2025年12月、シアターH・京都劇場） - フリック 役[30]
- ミュージカル「薔薇王の葬列」（2025年4月19日 - 27日、こくみん共済 coop ホール/スペース・ゼロ） - エドワード 役[31]

### 劇場アニメ
- 死が美しいなんて誰が言った（2023年12月22日、トリプルアップ） - タキシバ 役[32]

### TV
- イケメン美女と過ごす夜（2013年、日本テレビ）
- ◯っと（2013年、ABA）
- 女の解放区（2015年、BSジャパン）
- ミュージャック（2015年、関西テレビ）
- 歴史漫才 ヒストリーズ・ジャパン（2017年7月 - 9月、東名阪ネット6）

### ネット配信
- マヒルについて（2018年）- 神露 役
- バーチャルシアターリーディング公演 「楽屋―鏡が観ているー」（2020年）- 俳優吉田（女優C）、俳優秋山（女優B） 役

### CM
- プリンスホテル・スノーリゾート（2013年12月 - 2014年2月）

### PV
- serena「Winter Dream」（2013年12月18日、Ariola Japan）
- 小野賢章「FIVE STAR」（2018年6月27日）

## 音楽活動
- アルバムCD「angry cats」（2013年9月25日、BARZ HOUSE・Village again）

## デザイナー活動
- REBTRAIT（～2017年、Jiggys Shop）
- 輪廻（2017年8月12日～、KinCrossWorld）